# 巴特勒峰
巴特勒峰（英語：Butler Peaks），是南極洲的山峰，位於帕爾默地，處於巴格肖山以南7公里，屬於巴特比山脈的一部分，以英國研究隊的地球物理學家命名，現時由南極條約體系管理。